# Hristo Stoicikov
Hristo Stoicikov (în bulgară Христо Стоичков, n. 8 februarie 1966, Plovdiv, Bulgaria) este un fost jucător de fotbal bulgar, retras din activitate și devenit antrenor.
Este cel mai cunoscut fotbalist bulgar, deținător al celor mai importante trofee în fotbal (Balonul de Aur și Gheata de aur), câștigător al Cupei Campionilior și al Cupei Cupelor. Este de trei campion al Bulgariei și de cinci ori campion al Spaniei. A fost inclus de către Pelé în FIFA 100.

## Începuturile carierei
Stoichkov face primii pași în fotbal la echipa FC Hebros, din orașul natal, Plovdiv, al doilea ca mărime din Bulgaria. În scurt timp este transferat la ȚSKA Sofia, cea mai titrată echipă din Bulgaria.
Încă din primul sezon la ȚSKA, este remarcat ca fiind deosebit de talentat, însă iese în evidență devenind un jucător problemă. La sfârșitul sezonului, în urma unor scene cu bătăi în meciul împotriva echipei Levski pentru Cupa Bulgariei, în mai 1985, este suspendat pentru o perioadă nedeterminată, însă ulterior sancțiunea este redusă la un an.
Odată cu revenirea sa în fotbal, Stoichkov devine principalul jucător al ȚSKA și – împreună cu Liuboslav Penev și Emil Kostadinov – realizează cel mai bun atac al din istoria Bulgariei. La data de 23 septembrie 1987 joacă pentru prima dată în echipa națională, iar în sezonul fotbalistic 1989/1990 câștigă Gheata de Aur, ca golgheter al Europei, cu 38 de goluri în campionat.

## Cariera
Datorită jocului său bun la ȚSKA, FC Barcelona îl cumpără pe Stoichkov cu suma de 4,5 milioane de dolari. Devine imediat favoritul publicului la Barcelona și este unul dintre jucătorii de bază ai echipei antrenate de legendarul Johan Cruyff, având să ajungă până în finala Cupei Cupelor, iar mai târziu câștigă pentru prima dată și Cupa Europei pentru FC Barcelona, în anul 1992, învingând în finală echipa italiană Sampdoria. Cu echipa roș-albaștrilor face meciuri excelente, devenind un pericol pentru porțiile adverse alături de colegul său Romário.
Lucrurile încep să se schimbe treptat la Barcelona. Antrenorul Johann Cruyff părăsește echipa, iar în locul său vine un alt olandez – Louis van Gaal. Acesta are alte opinii privind tactica, iar Stoichkov începe tot mai des să-și piardă locul de titular în echipă. Acest lucru îl determină, în anul 1995, să accepte oferta de la FC Parma, rămânând pe stadionul Ennio Tardini pentru un sezon. La sfârșitul sezonului se întoarce la Barcelona.
În primăvara anului 1998, Hristo Stoichkov este împrumutat de ȚSKA, unde joacă doar 4 meciuri. Pleacă apoi din cauza neînțelegerilor cu Trifon Ivanov și Emil Kostadinov. După ȚSKA trece la Al-Nasr (Arabia Saudită). Apoi merge la echipa japoneză Kashiwa Reysol, cu care câștigă Cupa Japoniei. În anul 1999 renunță la fotbal, după meciul de calificare la Campionatul European de Fotbal 2000 Bulgaria-Anglia.
În anul 2000, Stoichkov revine din nou pe terenul de fotbal și încheie un contract cu echipa americană Chicago Fire, unde a jucat trei ani (2000-2002). La Chicago câștigă Cupa Americii, în anul 2000.
În anul 2003 trece la DC United, unde își întrerupe cariera, la vârsta de 38 de ani. A jucat 4 ani în campionatul SUA, jucând 72 de meciuri și marcând 33 de goluri.

## Echipa națională
Împreună cu echipa națională de fotbal a Bulgariei, Stoichkov obține o victorie de neuitat împotriva echipei Franței, în ultimul meci  din calificările pentru Campionatul Mondial de Fotbal 1994.
Această victorie dă startul celui mai glorios moment din istoria fotbalului bulgar. În vara anului 1994, echipa națională bulgară pierde primul său meci din faza pe grupe, cu 0-3 în fața Nigeriei, însă apoi înregistrează o victorie de neuitat de patru meciuri consecutive (Grecia 4-0, Argentina 2-0, Mexic 4-2, Germania 2-1), ceea ce o face să ajungă în finala mică și să ocupe prestigiosul loc IV în lume. Stoichkov marchează în aceste meciuri 6 goluri și astfel devine golgheter al Compionatului Mondial din 1994, împreună cu fotbalistul rus Oleg Salenko.
Meciurile sale excelente, golurile sale superbe și pasele foarte bune îl clasează între primii 11 jucători al competiției. În același an, publicația France Football îl plasează pe Hristo Stoichkov pe primul loc în clasamentul anual, câștigând astfel cel mai dorit și prestigios trofeu de fotbal din lume – „Gheata de Aur”. Anterior, în anul 1992, el este pe locul doi în acest clasament.

## Cariera de antrenor
În anul 2004, Hristo Stoichkov este numit antrenor principal al echipei naționale de fotbal a Bulgariei, însă, în urma numeroaselor scandaluri, în anul 2007, renunță și devine antrenor la Celta de Vigo, unde rămâne șase luni.
Apoi este invitat să preia echipa națională de fotbal a Vietnamului, precum și echipa rusă FC Rostov, însă refuză.
În septembrie 2007 câștigă Golden Foot și este declarat de organizatorii cupei ca fiind cel mai mare fotbalist bulgar. 
În 2009-2010 lucrează în Africa de Sud, ca antrenor la Mamelodi Sundowns, însă fără succese deosebite, iar în anul 2012 este numit antrenor principal la Litex Lovech, iar din iunie până în iulie 2013 la ȚSKA Sofia.

## Controverse
Pe parcursul anilor, fostul fotbalist bulgar a stârnit o serie de controverse atât în Bulgaria, cât și în străinătate.
În finala cupei din anul 1985 este suspendat pentru o perioadă nedeterminată, în urma unor scene cu bătăi, însă ulterior sancțiunea este redusă la un an. .
Starul fotbalului bulgar, Hristo Stoichkov, a fost suspendat pentru șase luni în 1990, după ce l-a călcat pe picior pe un arbitru care îl eliminase. .
În 2016, a stârnit un val de reacții negative, după ce mai multe imagini cu acesta pozând lângă animale ucise în timp ce se afla la vânătoare au fost date publicității. 
Stoichkov a manifestat mereu o puternică antipatie față de Real Madrid CF, marea rivală a fostei sale echipe, FC Barcelona, adesea făcând declarații controversate cu privire la clubul din Madrid.
Hristo Stoicikov este prieten cu foștii internaționali români Gheorghe Hagi și Gheorghe Popescu, participănd la multe evenimente caritabile alături de aceștia.
Arena din comuna timișeană Dudeștii Vechi unde există cea mai mare comunitate bulgară din România poartă numele starului bulgar. 

## Statistici carieră
|              |                |                      | Campionat | Campionat | Cupă             | Cupă             | Cupa Ligii      | Cupa Ligii      | Continental     | Continental     | Total   | Total  |
| Sezon        | Club           | Campionat            | Meciuri   | Goluri    | Meciuri          | Goluri           | Meciuri         | Goluri          | Meciuri         | Goluri          | Meciuri | Goluri |
| Bulgaria     | Bulgaria       | Bulgaria             | Campionat | Campionat | Cupa Bulgariei   | Cupa Bulgariei   | Cupa Ligii      | Cupa Ligii      | Europa          | Europa          | Total   | Total  |
| ------------ | -------------- | -------------------- | --------- | --------- | ---------------- | ---------------- | --------------- | --------------- | --------------- | --------------- | ------- | ------ |
| 1982–83      | Hebros         |                      | 11        | 4         |                  |                  |                 |                 |                 |                 | 11      | 4      |
| 1983–84      | Hebros         |                      | 21        | 10        |                  |                  |                 |                 |                 |                 | 21      | 10     |
| 1984–85      | ȚSKA Sofia     | A PFG                | 11        | 0         |                  |                  |                 |                 |                 |                 | 11      | 0      |
| 1985–86      | ȚSKA Sofia     | A PFG                | 19        | 2         |                  |                  |                 |                 |                 |                 | 19      | 2      |
| 1986–87      | ȚSKA Sofia     | A PFG                | 25        | 16        | 2                | 0                | -               | -               | 7               | 1               | 34      | 17     |
| 1987–88      | ȚSKA Sofia     | A PFG                | 27        | 20        | 4                | 4                | -               | -               | 7               | 5               | 38      | 29     |
| 1988–89      | ȚSKA Sofia     | A PFG                | 26        | 28        | 7                | 3                | -               | -               | 8               | 8               | 41      | 39     |
| 1989–90      | ȚSKA Sofia     | A PFG                | 30        | 38        | 5                | 7                | -               | -               | 3               | 2               | 38      | 47     |
| Spania       | Spania         | Spania               | Campionat | Campionat | Copa del Rey     | Copa del Rey     | Copa de la Liga | Copa de la Liga | Europa          | Europa          | Total   | Total  |
| 1990–91      | FC Barcelona   | La Liga              | 24        | 14        | 6                | 2                | -               | -               | 8               | 5               | 38      | 21     |
| 1991–92      | FC Barcelona   | La Liga              | 32        | 17        | 2                | 1                | -               | -               | 9               | 4               | 43      | 22     |
| 1992–93      | FC Barcelona   | La Liga              | 33        | 20        | 6                | 2                | -               | -               | 6               | 2               | 45      | 24     |
| 1993–94      | FC Barcelona   | La Liga              | 34        | 16        | 6                | 1                | -               | -               | 8               | 7               | 48      | 24     |
| 1994–95      | FC Barcelona   | La Liga              | 26        | 10        | 4                | 5                | -               | -               | 8               | 3               | 38      | 18     |
| Italia       | Italia         | Italia               | Campionat | Campionat | Coppa Italia     | Coppa Italia     | Cupa Ligii      | Cupa Ligii      | Europa          | Europa          | Total   | Total  |
| 1995–96      | Parma          | Serie A              | 23        | 5         | 2                | 0                | -               | -               | 5               | 2               | 30      | 7      |
| Spania       | Spania         | Spania               | Campionat | Campionat | Copa del Rey     | Copa del Rey     | Copa de la Liga | Copa de la Liga | Europa          | Europa          | Total   | Total  |
| 1996–97      | FC Barcelona   | La Liga              | 22        | 7         | 6                | 1                | -               | -               | 6               | 0               | 34      | 8      |
| 1997–98      | FC Barcelona   | La Liga              | 4         | 0         | 1                | 0                | -               | -               | 3               | 1               | 8       | 1      |
| Bulgaria     | Bulgaria       | Bulgaria             | Campionat | Campionat | Cupa Bulgariei   | Cupa Bulgariei   | Cupa Ligii      | Cupa Ligii      | Europa          | Europa          | Total   | Total  |
| 1997–98      | ȚSKA Sofia     | A PFG                | 4         | 1         |                  |                  |                 |                 |                 |                 | 4       | 1      |
| Saudi Arabia | Saudi Arabia   | Saudi Arabia         | Campionat | Campionat | Crown Prince Cup | Crown Prince Cup | Cupa Ligii      | Cupa Ligii      | Asia            | Asia            | Total   | Total  |
| 1997–98      | Al-Nassr       |                      | 2         | 1         |                  |                  |                 |                 |                 |                 | 2       | 1      |
| Japonia      | Japonia        | Japonia              | Campionat | Campionat | Emperor's Cup    | Emperor's Cup    | J. Cupa Ligii   | J. Cupa Ligii   | Asia            | Asia            | Total   | Total  |
| 1998         | Kashiwa Reysol | J. League Division 1 | 16        | 8         | 1                | 0                | 0               | 0               | -               | -               | 17      | 8      |
| 1999         | Kashiwa Reysol | J. League Division 1 | 11        | 4         | 0                | 0                | 1               | 1               | -               | -               | 12      | 5      |
| SUA          | SUA            | SUA                  | Campionat | Campionat | Open Cup         | Open Cup         | Cupa Ligii      | Cupa Ligii      | America de Nord | America de Nord | Total   | Total  |
| 2000         | Chicago Fire   | Major League Soccer  | 18        | 9         | 3                | 1                |                 |                 |                 |                 | 21      | 10     |
| 2001         | Chicago Fire   | Major League Soccer  | 17        | 6         | 3                | 2                |                 |                 |                 |                 | 20      | 8      |
| 2002         | Chicago Fire   | Major League Soccer  | 16        | 2         | 0                | 0                |                 |                 |                 |                 | 16      | 2      |
| 2003         | D.C. United    | Major League Soccer  | 21        | 5         | 3                | 1                |                 |                 |                 |                 | 24      | 6      |
| Țară         | Bulgaria       | Bulgaria             | 174       | 119       | 18               | 14               | -               |                 | 25              | 16              | 217     | 149    |
| Țară         | Spania         | Spania               | 175       | 84        | 31               | 12               | -               |                 | 48              | 22              | 254     | 118    |
| Țară         | Italia         | Italia               | 23        | 5         | 2                | 0                |                 | -               | 5               | 2               | 30      | 7      |
| Țară         | Arabia Saudită | Arabia Saudită       | 2         | 1         |                  |                  |                 |                 |                 |                 | 2       | 1      |
| Țară         | Japonia        | Japonia              | 27        | 12        | 1                | 0                | 1               | 1               | -               | -               | 29      | 13     |
| Țară         | Statele Unite  | Statele Unite        | 72        | 22        | 9                | 4                |                 |                 |                 |                 | 81      | 26     |
| Total        | Total          | Total                | 473       | 243       | 61               | 30               | 1               | 1               | 78              | 40              | 613     | 314    |

| Bulgaria | Bulgaria | Bulgaria |
| An       | Meciuri  | Goluri   |
| -------- | -------- | -------- |
| 1986     | 1        | 1        |
| 1987     | 3        | 0        |
| 1988     | 12       | 4        |
| 1989     | 8        | 1        |
| 1990     | 4        | 0        |
| 1991     | 3        | 2        |
| 1992     | 5        | 2        |
| 1993     | 6        | 4        |
| 1994     | 11       | 9        |
| 1995     | 7        | 7        |
| 1996     | 5        | 5        |
| 1997     | 4        | 1        |
| 1998     | 10       | 1        |
| 1999     | 5        | 1        |
| Total    | 84       | 38       |

## Statistici antrenorat
La 8 iulie 2013.
| Echipa            | Început        | Sfârșit        | Competiția            | Rezultate | Rezultate | Rezultate | Rezultate | Rezultate | Rezultate | Rezultate | Rezultate |
| Echipa            | Început        | Sfârșit        | Competiția            | M         | V         | E         | Î         | Win %     | GM        | GP        | GD        |
| ----------------- | -------------- | -------------- | --------------------- | --------- | --------- | --------- | --------- | --------- | --------- | --------- | --------- |
| Bulgaria          | 15 July 2004   | 10 April 2007  | Competitive           | 15        | 6         | 6         | 3         | 40        | 24        | 20        | +4        |
| Bulgaria          | 15 July 2004   | 10 April 2007  | Friendlies            | 14        | 7         | 5         | 2         | 50        | 24        | 14        | +10       |
| Bulgaria          | 15 July 2004   | 10 April 2007  | Total                 | 29        | 13        | 11        | 5         | 44,83     | 48        | 34        | +14       |
| Celta Vigo        | April 2007     | 8 October 2007 | League                | 16        | 7         | 1         | 8         | 43,75     | 18        | 22        | –4        |
| Celta Vigo        | April 2007     | 8 October 2007 | Copa del Rey          | 1         | 0         | 0         | 1         | 0         | 1         | 2         | –1        |
| Celta Vigo        | April 2007     | 8 October 2007 | Total                 | 17        | 7         | 1         | 9         | 41,18     | 19        | 24        | –5        |
| Mamelodi Sundowns | 29 June 2009   | 16 March 2010  | Premier Soccer League | 30        | 16        | 8         | 6         | 53,33     | 43        | 24        | +19       |
| Mamelodi Sundowns | 29 June 2009   | 16 March 2010  | Total                 | 30        | 16        | 8         | 6         | 53,33     | 43        | 24        | +19       |
| Litex Loveci      | 5 January 2012 | 31 May 2013    | A PFG                 | 46        | 25        | 9         | 12        | 54,35     | 89        | 38        | +51       |
| Litex Loveci      | 5 January 2012 | 31 May 2013    | Cupa Bulgariei        | 8         | 5         | 1         | 2         | 62,5      | 14        | 4         | +10       |
| Litex Loveci      | 5 January 2012 | 31 May 2013    | Total                 | 54        | 30        | 10        | 14        | 55,56     | 103       | 42        | +61       |
| CSKA Sofia        | 5 June 2013    | 8 July 2013    | A PFG                 | 0         | 0         | 0         | 0         | —         | 0         | 0         | 0         |
| CSKA Sofia        | 5 June 2013    | 8 July 2013    | Total                 | 0         | 0         | 0         | 0         | —         | 0         | 0         | 0         |
| Total carieră     | Total carieră  | Total carieră  | Ligă                  | 92        | 48        | 18        | 26        | 52,17     | 150       | 84        | +66       |
| Total carieră     | Total carieră  | Total carieră  | Cupă                  | 9         | 5         | 1         | 3         | 55,56     | 15        | 6         | +9        |
| Total carieră     | Total carieră  | Total carieră  | Competitive           | 15        | 6         | 6         | 3         | 40        | 24        | 20        | +4        |
| Total carieră     | Total carieră  | Total carieră  | Amicale               | 14        | 7         | 5         | 2         | 50        | 24        | 14        | +10       |
| Total carieră     | Total carieră  | Total carieră  | Total                 | 130       | 66        | 30        | 34        | 50,77     | 213       | 124       | +89       |

## Palmares
ȚSKA Sofia
- A PFG: 1987, 1989, 1990
- Cupa Bulgariei: 1985, 1987, 1988, 1989
- Supercupa Bulgariei: 1989

Barcelona
- La Liga: 1990–91, 1991–92, 1992–93, 1993–94, 1997–98

- Supercupa Spaniei: 1992, 1994, 1996
- Cupa Campionilor Europeni: 1991–92

Finalist: 1993–94
- Supercupa Europei: 1992, 1997
- Copa del Rey: 1996–97
- Cupa Cupelor UEFA:  1996–97

Al-Nassr
- Cupa Cupelor Asiei: 1998

Chicago Fire
- U.S. Open Cup: 2000

### Individual
- Gheata de Aur a Europei: 1990 (împărțit cu Hugo Sánchez)
- Onze d'Or: 1992
- Balonul de Aur: 1994
- Golgheter în A PFG: 1989, 1990
- Cup Winners' Cup Top Scorer: 1990
- Gheata de Aur la Campionatul Mondial de Fotbal: 1994
- IFFHS World's Top Goal Scorer of the Year: 1994
- All-Star Team la Campionatul Mondial de Fotbal: 1994
- Premiul Don Balón pentru cel mai bun jucător din La Liga: 1994
- All-Star Team la Campionatul European de Fotbal: 1996
- World Soccer's 100 Greatest Players of the 20th Century: 2007
- FIFA 100: 2004

În noiembrie 2003, pentru a sărbători jubileul UEFA, el a fost ales ”Jucătorul de Aur al Bulgariei” de către Uniunea Bulgară de Fotbal ca cel mai bun jucător bulgar din ultimii 50 de ani.
Mamelodi Sundowns
- Antrenorul lunii în Premier Soccer League: decembrie 2009[10]